# Arnold Roth

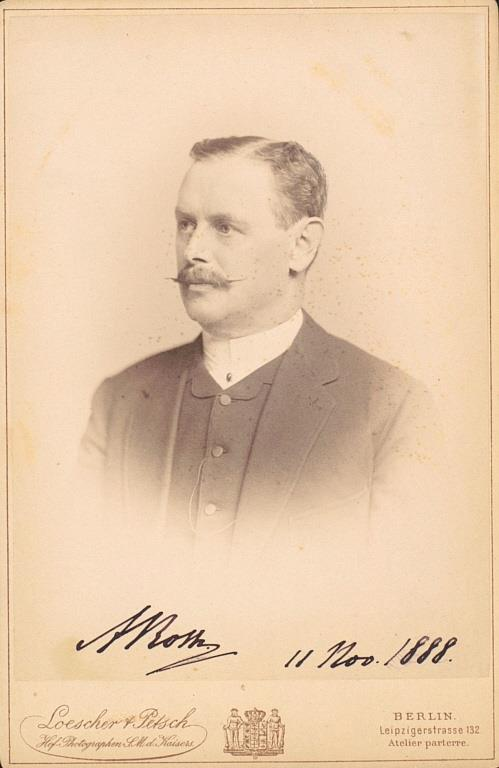
Arnold Roth (1888)

Arnold Roth (Teufen, 24 januari 1836 – Berlijn, 7 april 1904) was een Zwitsers politicus.
Roth was lid van de Regeringsraad van het kanton Appenzell Ausserrhoden. Van 1873 tot 1875 was hij Regierend Landammann (dat wil zeggen regeringsleider) van het kanton Appenzell Ausserrhoden; zijn vader Johannes Roth had die functie in de jaren 1860 eveneens bekleed.
Roth was van 1870 tot 1878 lid van de Kantonsraad (eerste kamer Bondsvergadering). In 1876 was hij vicevoorzitter van de Kantonsraad. Nadien was hij Zwitsers gezant in Berlijn. Om die reden wees hij de kandidaatstelling voor lidmaatschap van de Bondsraad in 1882 en in 1891 van de hand.
Roth nam in 1899 als lid van de Zwitserse delegatie deel aan de Eerste Haagse Vredesconferentie. Zijn achttienjarige dochter Fanny kwam om het leven bij het treinongeval bij Vlissingen tijdens zijn verblijf in Den Haag.